# Gornja Stubica
Gornja Stubica est un village et une municipalité située dans le comitat de Krapina-Zagorje, en Croatie. Au recensement de 2001, la municipalité comptait 5 726 habitants, dont 99,25 % de Croates et le village seul comptait 862 habitants.

## Histoire

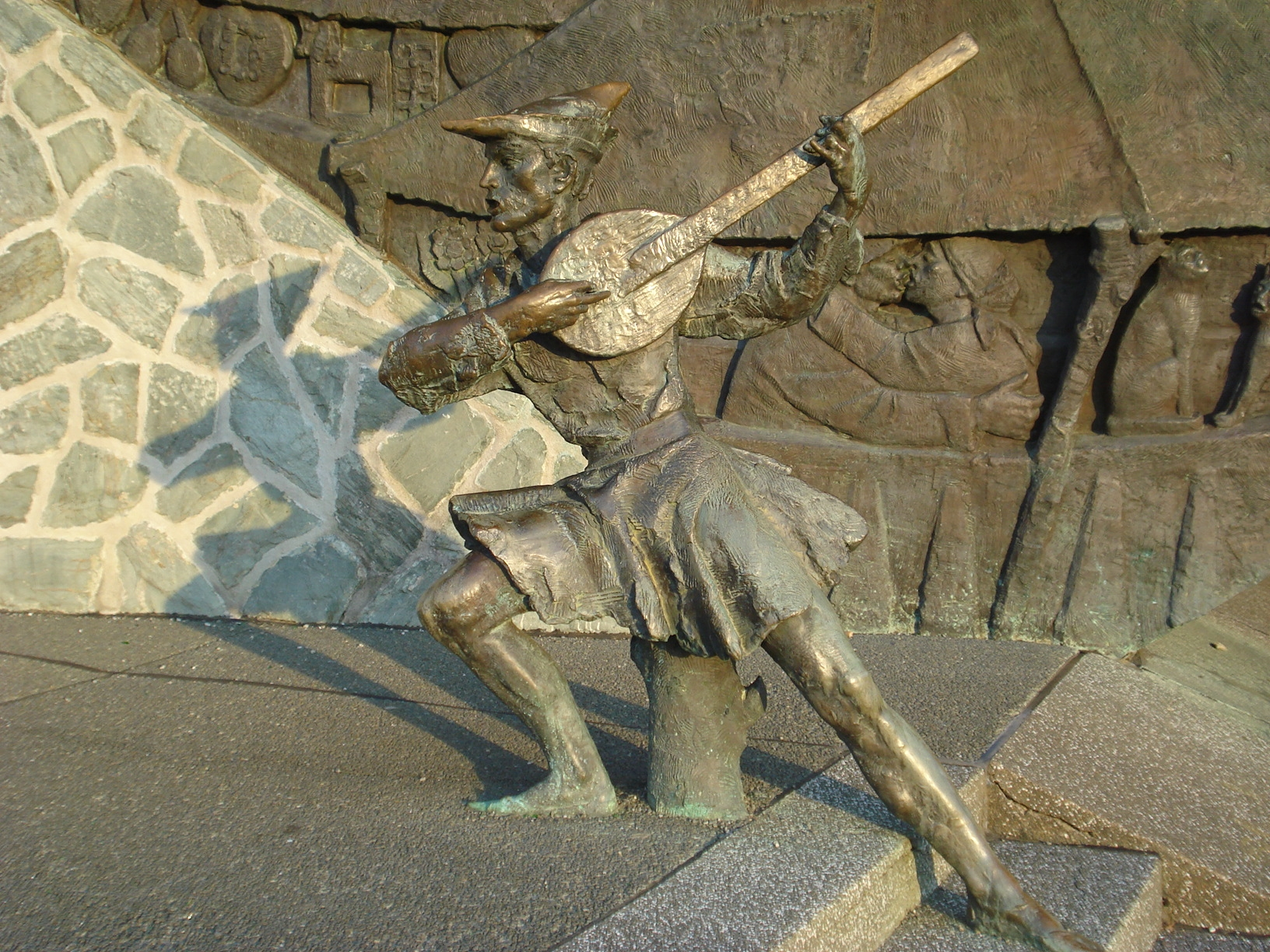
Petrica Kerempuh

En 1572-1573, depuis Stubičke Toplice, se déroule une jacquerie, menée par Matija Gubec, commémorée par un monument du sculpteur Antun Augustinčić, en hommage à Petrica Kerempuh (en), personnage littéraire équivalent de Till l'Espiègle.

## Jumelage
Gornja Stubica est jumelée avec :
- Céreste  (France)
- Slovenske Konjice  (Slovénie)

## Localités
La municipalité de Gornja Stubica compte 20 localités :
| - Banšćica - Brezje - Dobri Zdenci - Dubovec - Gornja Stubica ("Chef lieu" de la municipalité) - Gusakovec - Hum Stubički - Jakšinec - Karivaroš - Modrovec | - Orehova Gorica - Pasanska Gorica - Repićevo Selo - Samci - Sekirevo Selo - Slani Potok - Sveti Matej - Šagudovec - Vinterovec - Volavec |